# Siboglinum subligatum
Siboglinum subligatum är en ringmaskart som beskrevs av Ivanov 1963. Siboglinum subligatum ingår i släktet Siboglinum och familjen skäggmaskar. Inga underarter finns listade i Catalogue of Life.